# Maroan Sannadi
Maroan Sannadi Harrouch, né le 1er février 2001 à Vitoria-Gasteiz en Espagne, est un footballeur international marocain qui évolue au poste d'attaquant à l'Athletic Club.

## Biographie

### Naissance et origines
Maroan Sannadi Harrouch naît le 1er février 2001 à Vitoria-Gasteiz, dans la province d'Alava, au Pays basque espagnol, de parents d'origine marocaine. Il grandit dans cette ville, où il commence sa formation footballistique dès l'âge de six ans au sein du CD Lakua, un club local affilié à l'Athletic Club depuis 2002 .
Sannadi connaît une enfance difficile, marquée par des sacrifices importants pour poursuivre sa passion du football. Dans plusieurs interviews, il exprime sa gratitude envers ses parents pour leur soutien indéfectible.

### Carrière en club

#### Débuts en amateur
Après un passage au CD Aurrerá de Vitoria, Sannadi entame sa carrière senior en 2020 au CD Ariznabarra, en Tercera División. En 2021, il rejoint le Deportivo Alavés, où il évolue d'abord au sein du club-école du CD San Ignacio, puis de l'équipe réserve, inscrivant 33 buts en trois saisons. 
Prêté au Barakaldo CF en 2024, il marque 11 buts en 20 matchs de Primera Federación, devenant le meilleur buteur de son groupe sur la première moitié de la saison 2024-2025,. Il est alors troisième meilleur buteur du championnat amateur derrière Etta Eyong et Gonzalo García.

#### Athletic de Bilbao
Le 1er février 2025, jour de ses 24 ans, Sannadi signe un contrat de quatre ans et demi avec l'Athletic Club. Il parvient rapidement à s'adapter dans le club, grâce à l'accueil de ses coéquipiers, et d'Óscar de Marcos en particulier.
Il fait ses débuts en championnat d'Espagne le 8 février 2025 lors d'une victoire 3-0 contre le Girona FC. Le 23 février, il inscrit son premier but en championnat lors d'une victoire fleuve sept à un face au Real Valladolid. En coupe d'Europe, il se distingue en provoquant un penalty décisif contre les Rangers en quart de finale de la Ligue Europa 2024-2025, contribuant ainsi à la qualification de son équipe pour les demi-finales.

### Carrière internationale
Sannadi est éligible pour représenter l'Espagne ou le Maroc au niveau international. Il a exprimé son souhait de jouer pour la sélection marocaine, considérant cela comme son « plus grand rêve ».
Le 27 mai 2025, il figure pour la première fois sur la liste définitive des joueurs marocains convoqués par Walid Regragui pour la trêve internationale de juin, où le Maroc affronte la Tunisie et le Bénin en amical. Il déclare lors de sa première interview au Maroc : « J'étais en vacances en Grèce avec Nico Williams quand j'ai su que j'étais convoqué. J'ai crié de joie en le réveillant du bon matin. C'est un rêve que j'attendais toute ma vie. »

## Style de jeu
Maroan Sannadi est un attaquant pointe connu pour être un bon finisseur devant le but. Il se décrit comme un joueur "guerrier et combattif", aligné avec la philosophie de l'Athletic Club, club de sa ville.

## Statistiques

### En club
| Saison                | Club                  | Championnat           | Championnat | Championnat | Championnat | Coupe(s) nationale(s) | Coupe(s) nationale(s) | Coupe(s) nationale(s) | Supercoupe | Supercoupe | Supercoupe | Compétition(s) continentale(s) | Compétition(s) continentale(s) | Compétition(s) continentale(s) | Compétition(s) continentale(s) | Total | Total | Total |
| Saison                | Club                  | Division              | M.          | B.          | P.d.        | M.                    | B.                    | P.d.                  | M.         | B.         | P.d.       | Comp.                          | M.                             | B.                             | P.d.                           | M.    | B.    | P.d.  |
| 2024-2025             | Barakaldo CF          | Primera RFEF          | 20          | 11          | 0           | 2                     | 0                     | 0                     | -          | -          | -          | -                              | -                              | -                              | -                              | 22    | 11    | 0     |
| 2024-2025             | Athletic Bilbao       | Liga                  | 16          | 1           | 1           | -                     | -                     | -                     | 1          | 0          | 0          | C3                             | 6                              | 0                              | 0                              | 23    | 1     | 1     |
| 2025-2026             | Athletic Bilbao       | Liga                  | 1           | 1           | 1           | -                     | -                     | -                     | -          | -          | -          | C1                             | -                              | -                              | -                              | 1     | 1     | 1     |
| Sous-total            | Sous-total            | Sous-total            | 17          | 2           | 1           | -                     | -                     | -                     | -          | -          | -          | -                              | 6                              | 0                              | 0                              | 23    | 2     | 1     |
| Total sur la carrière | Total sur la carrière | Total sur la carrière | 42          | 13          | 1           | 2                     | 0                     | 0                     | 1          | 0          | 0          | -                              | 6                              | 0                              | 0                              | 51    | 13    | 1     |

### En sélections nationales
| Saison                | Sélection             | Phases finales        | Phases finales | Phases finales | Phases finales | Éliminatoires | Éliminatoires | Éliminatoires | Matchs amicaux | Matchs amicaux | Matchs amicaux | Total | Total | Total |
| Saison                | Sélection             | Compétition           | M              | B              | Pd             | M             | B             | Pd            | M              | B              | Pd             | M     | B     | Pd    |
| --------------------- | --------------------- | --------------------- | -------------- | -------------- | -------------- | ------------- | ------------- | ------------- | -------------- | -------------- | -------------- | ----- | ----- | ----- |
| 2024-2025             | Maroc                 | -                     | -              | -              | -              | -             | -             | -             | 2              | 0              | 1              | 2     | 0     | 1     |
| Total sur la carrière | Total sur la carrière | Total sur la carrière | -              | -              | -              | -             | -             | -             | 2              | 0              | 1              | 2     | 0     | 1     |

### Matchs internationaux
Le tableau suivant liste les rencontres de l'équipe du Maroc dans lesquelles Maroan Sannadi a été sélectionné depuis le 6 juin 2025 jusqu'à présent :